# Mésange tête-de-feu
Cephalopyrus flammiceps
Genre
Espèce
Statut de conservation UICN

 LC  : Préoccupation mineure
La Mésange tête-de-feu (Cephalopyrus flammiceps) est une espèce d'oiseaux de la famille des Paridae.
Son aire s'étend de manière disjointe à travers l'Himalaya, le Patkai et le centre de la Chine.